# روكي طومسون
روكي طومسون (بالإنجليزية: Rocky Thompson)‏ هو لاعب كرة قدم أمريكية أمريكي، ولد في 8 نوفمبر 1947 في برمودا في المملكة المتحدة.

## وصلات خارجية
- روكي طومسون على موقع مرجع كرة القدم المحترفة.كوم (الإنجليزية)